# Isoperla motonis
Isoperla motonis är en bäcksländeart som först beskrevs av Okamoto 1912.  Isoperla motonis ingår i släktet Isoperla och familjen rovbäcksländor. Inga underarter finns listade i Catalogue of Life.